# 32389 Michflannory
32389 Michflannory è un asteroide della fascia principale. Scoperto nel 2000, presenta un'orbita caratterizzata da un semiasse maggiore pari a 3,1066186 UA e da un'eccentricità di 0,1390173, inclinata di 2,75703° rispetto all'eclittica.